# That's My Daddy

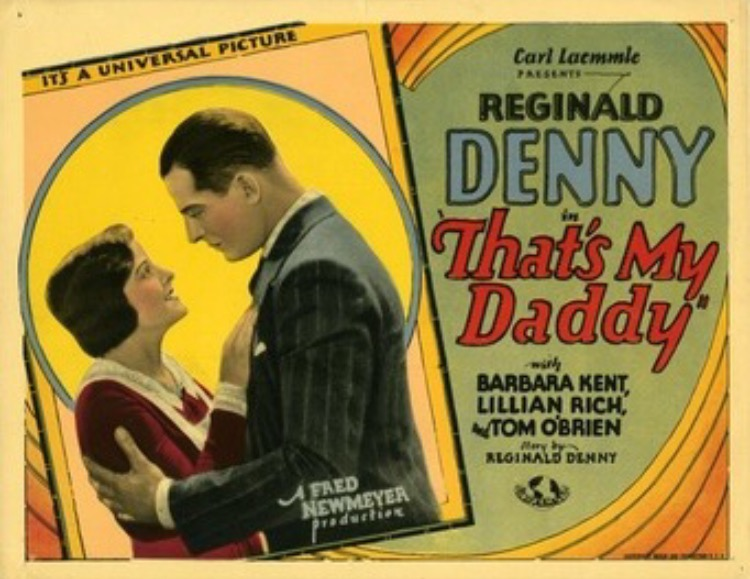

That's My Daddy è un film muto del 1927 diretto da Fred C. Newmeyer e, non accreditato, Reginald Denny. Denny, che era l'interprete principale del film oltre ad averne scritto il soggetto, si mise dietro alla macchina da presa quando Newmeyer fu rimosso per "divergenze artistiche".

## Trama
Jimmy Norton, scapolo ricco e di bell'aspetto, è preso al laccio da Sylvia Van Tassel, elegante signorina dell'alta società della quale, però, non è innamorato. Incappato in un controllo di polizia e fermato per eccesso di velocità mentre è alla guida della sua automobile, Jimmy trova la scusa di essere di fretta perché sta andando in ospedale dalla figlia. L'agente della stradale gli fa strada e lui è costretto a inventarsi qualcosa per non passare un brutto guaio. Così, quando in ospedale, per un equivoco, Pudge, una piccola orfana lo scambia per il padre che non ha, Jimmy fa buon viso a cattivo gioco e si porta via la bambina insieme all'infermiera. Dai van Tassel, però, il matrimonio tra lui e Sylvia va a monte quando Pudge appare all'improvviso chiamandolo "papà" davanti a tutti gli invitati. Rimasto ancora scapolo, Jimmy decide di adottare Pudge e l'infermiera, che riconosce in lui qualche buona qualità, finisce tra le sue braccia.

## Produzione
Il film, prodotto sotto la dizione Universal Jewel (Universal Pictures), fu girato negli Universal Studios, al 100 di Universal City Plaza (Universal City).

## Distribuzione
Il copyright del film, richiesto dalla Universal Pictures Corp., fu registrato l'11 novembre 1927 con il numero LP24655. Il film, distribuito dall'European Motion Picture Company, fu presentato il 19 dicembre 1927 nel Regno Unito. Distribuito dalla Universal Pictures e presentato da Carl Laemmle, il film poi uscì nelle sale cinematografiche statunitensi il 5 febbraio 1928. Sempre nello stesso anno, uscì anche in Francia (21 settembre) con il titolo C'est mon papa! e in Germania, come Mein Pappi. In Portogallo, fu distribuito il 7 marzo 1930 come O Meu Papá.
Copie complete della pellicola si trovano conservate negli archivi del George Eastman House di Rochester, in quelli dell'UCLA di Los Angeles e al Danish Film Institute di Copenaghen.